# 22P/Kopff
Kometa Kopffa (nazwa oficjalna 22P/Kopff) – kometa okresowa należąca do rodziny komet Jowisza, odkryta 23 sierpnia 1906 roku przez Augusta Kopffa. Badaniami tej komety zajmował się polski astronom Felicjan Kępiński.

## Orbita
Kometa Kopffa krąży wokół Słońca w czasie 6,45 roku po eliptycznej orbicie o mimośrodzie 0,543 i nachyleniu względem ekliptyki wynoszącym 4,75°. Peryhelium jej orbity znajduje się w odległości 1,58 j.a., a aphelium 3,46 j.a. od Słońca. Kometa ta należy do rodziny komet jowiszowych.
Podczas swego powrotu w okolice Słońca w latach 1912-1913 kometa została utracona; odnaleziono ją ponownie w roku 1919 i do dziś jest obserwowana. W 1954 zmieniła swą trajektorię i okres obiegu z powodu bliskiego przejścia obok Jowisza.

## Właściwości fizyczne
Jądro tej komety jest zlepkiem skalno-lodowym charakteryzującym się najprawdopodobniej nieregularnym kształtem. Średnica tego obiektu wynosi około 3 km. Ze względu na krótki okres obiegu jest już mało aktywny.